# Nathalie (chanson)
Pour les articles homonymes, voir Nathalie (homonymie).
Nathalie est une chanson d'amour française de 1964, composée et chantée par Gilbert Bécaud. Elle sort en super 45 tours en 1964 et est présente, en 1965, sur l'album La Vie d'garçon, dont elle est avec L'Orange, l'un des succès. Écrite par le parolier Pierre Delanoë, Nathalie est considérée comme l'une des chansons les plus emblématiques du répertoire de Bécaud.

## Histoire
En 1964, en pleine période rock 'n' roll-twist-yéyé de la culture américaine, et de guerre froide avec l'URSS, le chanteur Gilbert Bécaud (surnommé[Par qui ?] « Monsieur 100 000 volts ») fait une tournée triomphale à Moscou, et connaît un succès international retentissant (en particulier en France et à Moscou) avec sa chanson d'amour française culte Nathalie.
« La place Rouge était vide, devant moi marchait Nathalie, il avait un joli nom mon guide, Nathalie ». Bécaud y chante son souvenir personnel nostalgique d'une idylle amoureuse de jeunesse avec une jeune étudiante russe soviétique et guide touristique moscovite qui lui fait visiter Moscou, et l'accueille dans sa chambre d'étudiante de l'Université de Moscou où elle lui présente ses amis étudiants et lui sert d'interprète. Réunis, les jeunes gens parlent et font la fête.
On ne sait pas si l'idylle reste platonique ou non, même si à la fin de la chanson, après le départ des amis de Nathalie, le narrateur admet "Je suis resté seul avec mon guide, Nathalie" et ils ne parlent plus de tourisme. Par la suite, le narrateur espère revoir Nathalie à Paris et lui servir alors de guide.
Il évoque sur fond de musique russe, violon, balalaïka, danse Kazatchok et Chœurs de l'Armée rouge, un mélange de lieux phares ou imaginaires des cultures russe et française : la place Rouge blanche de neige de l'hiver russe, le tombeau de Lénine, le café Pouchkine, Moscou, les plaines d'Ukraine, le champagne de France, les Champs-Élysées, et la fête étudiante empreinte d'âme russe. Il évoque comme événement la révolution d'Octobre qui mit en place l'URSS.

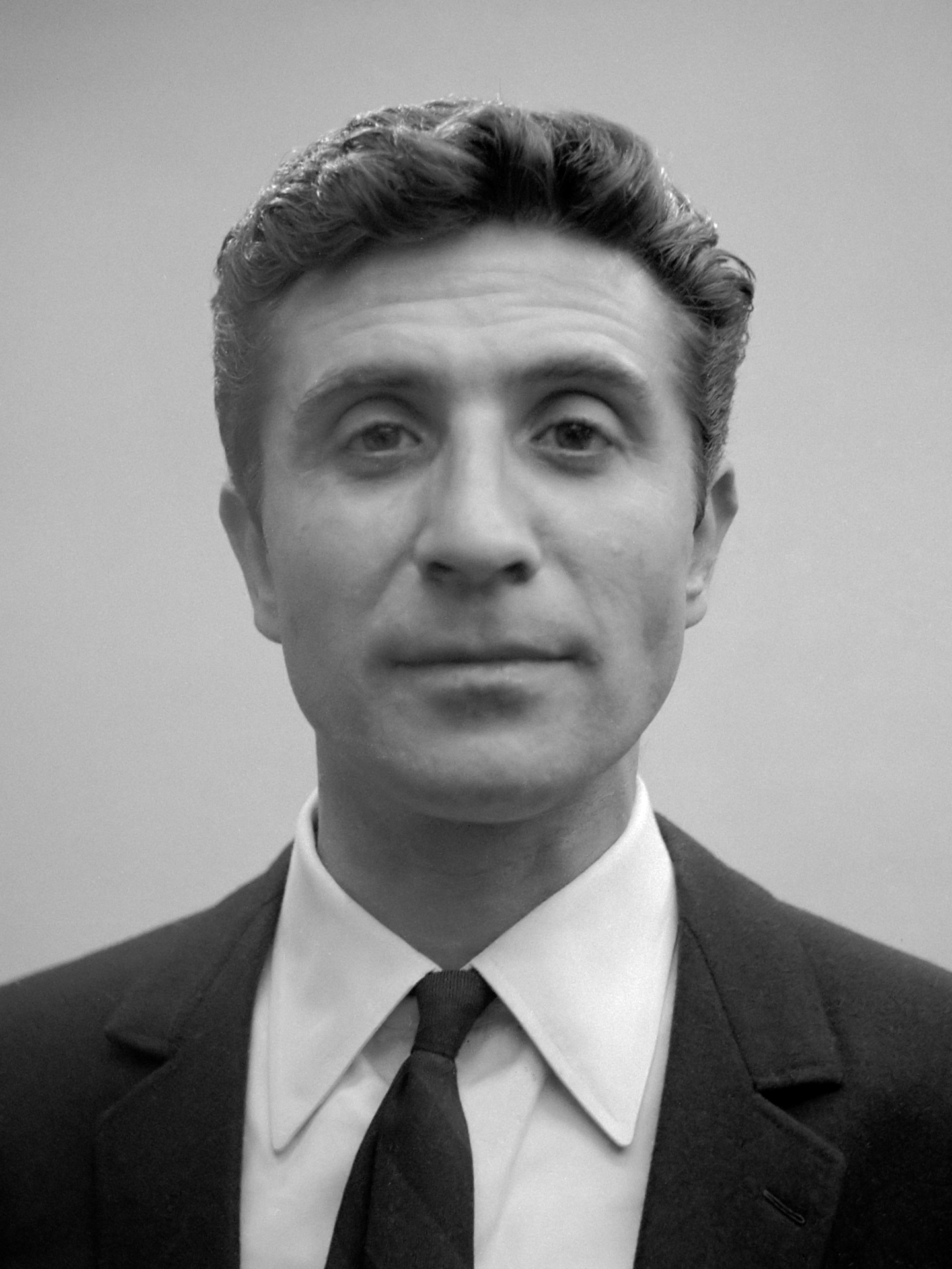
Gilbert Bécaud en 1963.

19 ans après leur succès, Bécaud et Delanoë composent leur chanson La Fille de Nathalie de 1983, qui évoque une correspondance entre Bécaud et sa fille, étudiante de 18 ans de Leningrad (Saint-Pétersbourg), née de son idylle avec Nathalie 19 ans plus tôt.

## Genèse
Le parolier de la chanson, Pierre Delanoë, raconte :

« J'ai mis un an à le convaincre [Bécaud] d'interpréter Nathalie, qui s'appelait d'abord Natacha et vivait un amour impossible dans l'horreur communiste. À chaque fois, il m'envoyait sur les roses. Un jour, il m'a dit : « Invente une image forte ! » J'ai sorti : « La place Rouge était vide, devant moi marchait Nathalie »… Il s'est mis au piano. On a fini dans l'heure… Quand je pense que Vladimir Poutine et Jacques Chirac se sont rencontrés à Moscou au café Pouchkine »

— Article de Gilles Médioni dans L'Express du 20 décembre 2011.
Delanoë précisa ultérieurement que les premières paroles devaient être « Qu'elle était jolie cette Russe rousse sur la place Rouge ». En 1994, Delanoë déclarait « J'aime la Russie, leur littérature, leur façon de boire et de manger. Par contre, je haïssais les communistes. Je voulais réussir à dégager de cette ambiance l'âme russe ».

## Postérité
La chanson est un immense succès, Jean-Pierre Pasqualini explique ainsi que c'est une des premières chansons évoquant la guerre froide, dans un pays plutôt refermé traversant une période trouble (la crise des missiles de Cuba et le limogeage de Khrouchtchev) quand les yéyés étaient fascinés par l'Amérique.
À la suite de l'immense succès populaire retentissant de Nathalie, des milliers de Nathalie voient le jour en France et dans le monde, comme le confirma l'actrice Natalie Portman
Le café Pouchkine de la chanson devient célèbre, très recherché en vain par les touristes de Moscou, car purement imaginé pour la chanson. Un café Pouchkine est créé 35 ans plus tard à Moscou, inauguré en 1999 en présence de Gilbert Bécaud, pour l'occasion du bicentenaire de la naissance du célèbre romancier poète russe Alexandre Pouchkine (1799-1837).

## Reprises
Nathalie a été reprise en France par Georges Chelon, Patrick Bruel, Yves Duteil, Richard Anthony, Shy'm, Sanseverino et Adamo. 
Gilbert Bécaud a enregistré une version en espagnol et une version allemande qui s'est classée n°17 des meilleures ventes en Allemagne.
Elle a été adaptée dans de nombreuses langues et chantée en anglais par l'américain Rod McKuen, en finnois par Tapani Perttu, en serbo-croate par Đorđe Marjanović et Vice Vukov, en allemand par Peter Alexander, en suédois par Carli Tornehave et en italien par Nicola Arigliano.